# Ptychadena uzungwensis
Ptychadena uzungwensis är en groddjursart som först beskrevs av Arthur Loveridge 1932.  Ptychadena uzungwensis ingår i släktet Ptychadena och familjen Ptychadenidae. IUCN kategoriserar arten globalt som livskraftig. Inga underarter finns listade i Catalogue of Life.